# Tiermes

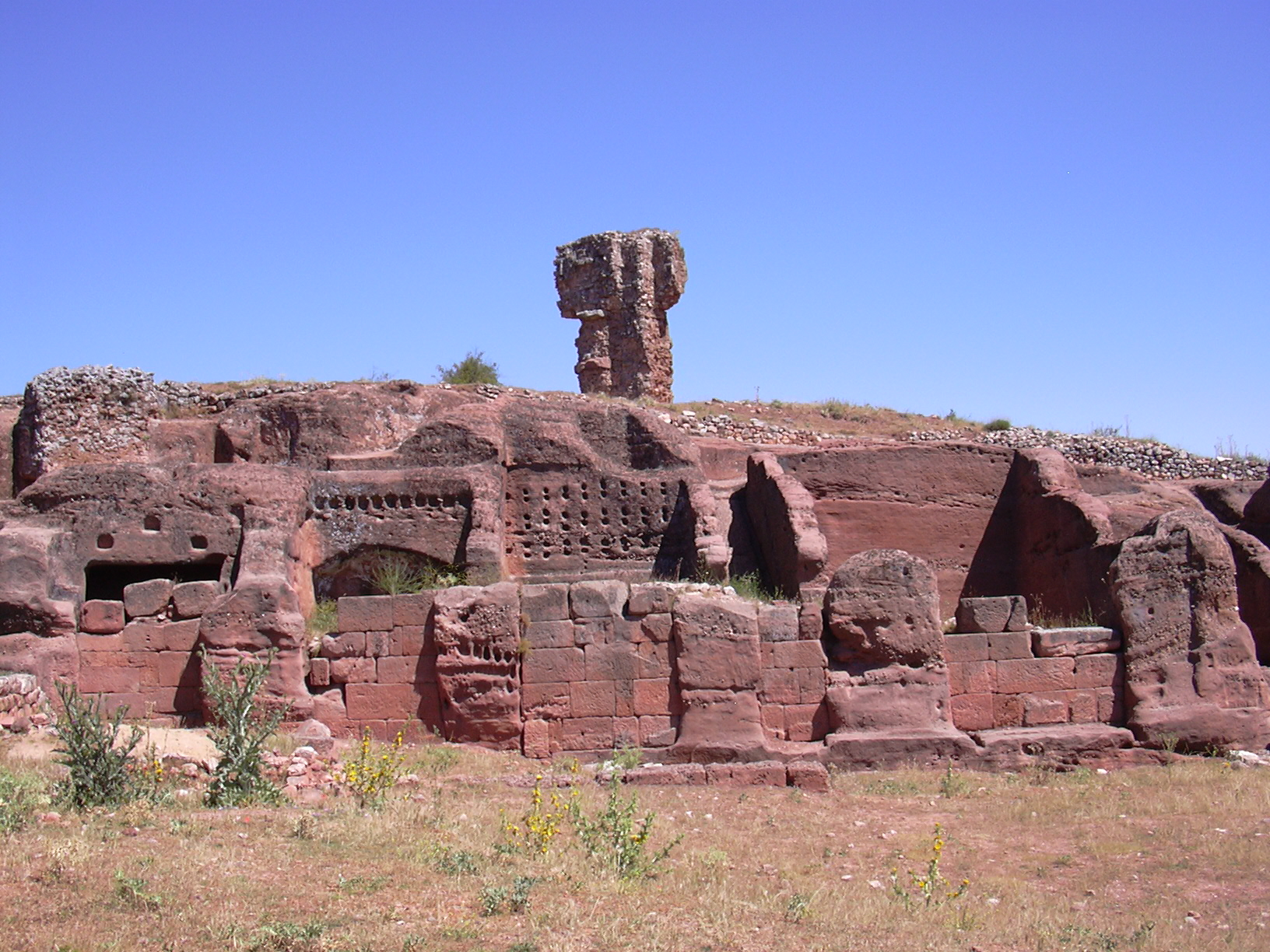
Resti di case rupestri nel sito archeologico di Tiermes

Tiermes  (in latino Termes) è un'antica città celtiberica e romana e un sito archeologico che si trova nel comune di Montejo de Tiermes (provincia di Soria, Castiglia e León, in Spagna).

## Storia
La città fu un centro della tribù celtiberica degli Arevaci  e rappresentò insieme a Numanzia il fulcro della resistenza durante le guerre celtibere. Fu espugnata tra il 97 e il 93 a.C. dal proconsole (governatore) della provincia di Spagna citeriore Tito Didio. In seguito alla conquista la popolazione fu costretta a spostarsi verso il piano sottostante alla rocca, proibendo la ricostruzione delle mura.
La città fece parte in epoca romana, alla quale appartengono i maggiori resti conservati, del conventus di Clunia e nel corso del I secolo acquisì lo stato di municipio. Nel III secolo fu dotata di mura.
In epoca visigota fu ancora attiva, ma in modo ridotto, come testimoniano sepolture di quest'epoca nell'area del foro. La sua posizione di confine in epoca islamica ne determinò probabilmente l'abbandono.
Dopo la Reconquista vi venne costruita una chiesa del XII secolo intitolata a Santa Maria di Tiermes, e due monasteri, dipendenti dalla vicina città di Caracena. La chiesa nel XVI secolo era divenuta un santuario (eremo), senza popolazione residente . La chiesa conserva capitelli e portale con sculture romaniche.
Dopo le prime indagini dell'erudito di Soria Nicolás Rabal (1887), scavi archeologici furono condotti nella città a partire dagli inizi del XX secolo (Narciso Sentenach nel 1910 e 1911, Ignacio Calvo nel 1913, Blas Taracena nel 1930-1970, José Luis Argente Oliver nel 1975-1998)

## Descrizione
La città era impiantata sulle pendici di un rilievo costituito da arenaria rossa, che permise la costruzione di abitazioni rupestri (scavate nella roccia).
I resti archeologici sono disposti su diverse terrazze e nella pianura meridionale.
- Gradinata scavata nella roccia: spazio pubblico monumentale di incerta data e funzione, con gradinata divisa in settori e con scalinate di accesso, nei pressi della porta del Sole, uno degli antichi accessi.
- Complesso rupestre meridionale: conserva i resti di abitazioni probabilmente originarie di epoca celtiberica, scavate nella roccia su due piani, nella parte posteriore, e con facciata in muratura di epoca romana. Sono presenti 11 case divise in due zone, separate da una scala. La "casa de las Hornacinas", tra queste, presenta anche un ulteriore piano sopraelevato.
- Canale dell'acquedotto: scavato nella roccia, conduce l'acqua dalla collina verso la città romana, in parte sotterraneo
- Porta dell'ovest: accesso pedonale alla città
- "Casa dell'acquedotto", residenza di 1800 m2 con 35 ambienti su diversi livelli collegati da scale. Lo zoccolo era scavato nella pietra del colle, mentre l'alzato era in legno con rivestimento di intonaco, decorato con pitture murali.
- Foro centrale con tempio dedicato al culto imperiale e piazza porticata e un macellum con taberne.

Gli oggetti rinvenuti sono conservati nel Museo monografico di Tiermes, sezione del Museo numantino di Soria.